# Joël Kitenge
Joël Ngoy Kitenge (Kinshasa, 12 novembre 1987) è un ex calciatore congolese (Repubblica Democratica del Congo) naturalizzato lussemburghese, di ruolo attaccante.

## Carriera

### Club
Cresciuto calcisticamente in Lussemburgo, Joël Kitenge ha iniziato la sua carriera da attaccante nell’Oberkorn nella stagione 2005-2006, prima di trasferirsi in Francia al Villefranche, dove ha disputato 12 partite segnando una rete. Nel 2007 si è trasferito in Germania, vestendo la maglia dell’Emmendingen con cui ha collezionato 11 presenze e 2 gol. L'anno seguente è passato nei Paesi Bassi al Lienden, prima di fare ritorno in Lussemburgo.
Dal 2008 al 2012 ha giocato con il CS Fola Esch, diventando uno dei punti di riferimento offensivi della squadra con 93 presenze e 26 reti. In seguito, ha militato per due stagioni nel F91 Dudelange, contribuendo con 10 gol in 35 apparizioni.
Ha poi giocato per il FC Grevenmacher tra il 2014 e il 2016, e ha proseguito la carriera in prestito con il Jeunesse Useldange e il US Rumelange. Nelle ultime stagioni ha vestito le maglie di Izeg e infine dello CS Schengen, dove ha concluso la sua carriera nel 2023.

### Nazionale
Naturalizzato lussemburghese, Kitenge ha rappresentato la Nazionale di calcio del Lussemburgo tra il 2005 e il 2011, collezionando 31 presenze e segnando 2 gol. Ha partecipato alle qualificazioni per i Mondiali e per i Campionati europei, distinguendosi per il suo spirito di sacrificio e la capacità di ricoprire più ruoli nel reparto offensivo.